# Равна (Монтанская область)
Равна (болг. Равна) — село в Болгарии. Находится в Монтанской области, входит в общину Чипровци. Население составляет 49 человек.

## Политическая ситуация
Кмет (мэр) общины Чипровци — Захарин Иванов Замфиров (Земледельческий союз Александра Стамболийского (ЗСАС)) по результатам выборов в правление общины.